# Alexiasz

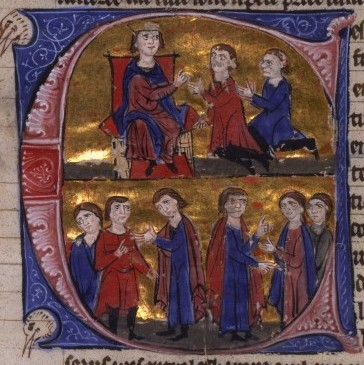
I. Alexiosz Komnénosz

Az Alexiasz (görögül: Ἀλεξιάς) Anna Komnéné bizánci hercegnő 1148 körül, görög nyelven írt történelmi és életrajzi műve. Anna Komnéné apja, I. Alexiosz bizánci császár uralkodásának katonai és politikai eseményeit beszéli el, a könyv így értékes betekintést kínál nemcsak a 12. századi Bizánci Birodalom, hanem az ekkor zajló első keresztes hadjárat történetébe is. Az 1054-es egyházszakadást ugyan nem említi, de a mű mindazonáltal sikeresen dokumentálja Bizánc kulturális befolyásának hanyatlását Kelet- és Nyugat-Európában.
Anna és I. Alexiosz családi kapcsolatai miatt a mű meglehetősen elfogultan íródott, bár Anna többször is igyekszik meggyőzni az olvasót tárgyilagosságáról. Az elfogultság ellenére sok kritika éri apja hibáit az Alexiaszban. Anna nem tudta elrejteni a latinok (normannok és frankok) iránti ellenszenvét, és barbároknak tartotta őket. Nem tudta leplezni sem bátyja, II. Ióannész iránti mélységes gyűlöletét. Az idegenekkel szembeni elfogultsága és gyűlölete ellenére elég tárgyilagos volt ahhoz, hogy kifejezze csodálatát a Birodalom néhány halálos ellensége, például Robert Guiscard és a tarantói Bohemond erényei, képességei, sőt varázsa iránt.
Modern szemszögből nézve problémát okoz a historizálás miatt az idegen népek nevének helyettesítése ókori nevekkel. Például a magyarokat dákoknak nevezi, a besenyőket szarmatáknak vagy kunokat szkítáknak.

## A könyv szerkezete
A könyv 15 fejezetet tartalmaz. Főleg az I. Alexiosz 14 éves kora óta történt eseményekkel foglalkozik, különös tekintettel a Bizánci Birodalom és a nyugati hatalmak közti viszonyra. 
Előszó: A megözvegyült Anna fájdalma és a könyv megírásának célja.

1. könyv: Események Alexiosz fiatalkorától kezdve III. Niképhorosz császár uralkodásának utolsó hónapjaiig (1081)
2. könyv: Alexiosz Komnénosz lázadása III. Niképhorosz ellen
3. könyv: Alexiosz Komnénosz hatalomra jutása (1081)
4. könyv: Háború a normannokkal (1081-1082)
5. könyv: Háború a normannokkal (1082-1083), Alexiosz első harca az eretnekekkel
6. könyv: Normann vereség és Robert Guiscard halála; a szeldzsuk törökök
7. könyv: Háború a szkítákkal (1087-1090)
8. könyv: Újabb szkíta háború (1091) – Győzelem Levuniumnál (1091 április 29); összeesküvés a császár ellen
9. könyv: A török háború és a dalmáciai közjáték (1092-1094); Nikephorosz Diogenész összeesküvése
10. könyv: Harc egy újabb eretnekség ellen; háború a kunok ellen; az első keresztes hadjárat (1094-1097)
11. könyv: Az első keresztes hadjárat (1097-1104)
12. könyv: Problémák a császári udvarban; második normann invázió (1105-1107)
13. könyv: Áron-féle összeesküvés; Bohemond végső veresége; devoli szerződés (1107-1108)
14. könyv: Törökök, frankok, kunok és manicheusok (1108-1115)
15. könyv: Győzelem a törökök felett; árvaház létesítése; a bogumilok eretneksége; Alexiosz betegsége és halála

Magyar vonatkozások
A műben a magyarokat dákoknak nevezi. 
3/8.6. „Abban az időben (=1059-ben), amikor a dákok (=magyarok) vezetői nem akarták többé betartani a rómaiakkal kötött ősi szerződést és szándékosan megszegték azt, a szarmaták (=besenyők) akiket a régi napokban Mysiaiaknak hívtak, maguk is nyugtalanná váltak. Nem elégedtek meg azzal, hogy a saját területükön maradjanak, elválasztva a birodalomtól a Duna által, hanem akkor mindannyian felkerekedtek és átkeltek a Dunán a mi terültünkre. Ezen vándorlás oka a halálos ellenségeskedésük volt a gétákkal, akik a dákok szomszédjai voltak és dúlták a szarmata településeket. Várták a megfelelő időpontot, hogy a Duna befagyjon és az egész törzs száraz lábbal átkelt és letáborozott a mi területünkön.” 
7/1.1. „Tavasz kezdetén (=1087-ben) Tzelgu, a szkíta hadsereg főparancsnoka átkelt a dunai átkelőhelyeken egy hatalmas, 80 000 főből álló vegyes hadsereggel, amely szarmatákból, szkítákból és nagyszámú dákokból állt, akiket egy bizonyos Salamon vezetett, és feldúlták a Chariopolisz környéki városokat.”
Salamon (1063-74) ekkor már nem volt király és valószínűleg itt halt meg 1087-ben. De egy másik legenda szerint nem halt meg, hanem a hadjárat után visszavonult és szent életet élt.  
10/5.6 (1095-ben, az első keresztes hadjárat idején) „Telve lelkesedéssel és hévvel, úgy nyüzsögtek minden országúton, és ezekkel a harcosokkal civilek serege érkezett, akik többen voltak, mint a tenger partjának homokja vagy az ég csillagjai, pálmákat és kereszteket cipelve a vállukon. Voltak nők és gyerekek is, akik elhagyták hazájukat. Mint minden irányból egy folyóhoz csatlakozó mellékfolyók, teljes erővel özönlöttek felénk, többnyire a dákokon keresztül” 
13/12.28 (1108-ban, a devoli szerződés megkötésekor jelen voltak) „a követek, akik a dákoktól jöttek a ’král’ nevében (=Könyves Kálmán)  
14/4.3 (határőrökről a Duna mentén) „mások a Duna mentén őrködnek a kunok és dákok betörései ellen”

## Megjelent kiadások
- Comnena, Anna. Alexiad [archivált változat] ford.: Elizabeth S. Dawes:. Fordham University (1928. március 19.). Hozzáférés ideje: 2022. augusztus 20. [archiválás ideje: 2014. augusztus 14.]
- Comnène, Anna. Alexiade. Tome I : Livres I-IV, Collection Byzantine (francia nyelven) ford.: Bernard Leib:. Les Belles Lettres (1937. március 19.). ISBN 9782251322018
- Comnène, Anna. Alexiade. Tome II : Livres V-X, Collection Byzantine (francia nyelven) ford.: Bernard Leib:. Les Belles Lettres (1943. március 19.). ISBN 9782251322025
- Comnène, Anna. Alexiade. Tome III : Livres XI-XV. Index, Collection Byzantine (francia nyelven) ford.: Bernard Leib:. Les Belles Lettres (1946. március 19.). ISBN 9782251322193
- Comnena, Anna. The Alexiad ford.: E.R.A. Sewter:. Penguin Classics (1969. március 19.). ISBN 9780140442151
- Diether Roderich Reinsch, Athanasios Kambylis: Annae Comnenae Alexias (Corpus fontium historiae Byzantinae. Ser. Berolinensi 40). de Gruyter, Berlin 2001, ISBN 3-11-015813-2 (eredeti szöveg).
- Anna Komnéné: Alexiasz. ford.: Passuth László. Lectum kiadó, Szeged (2002). ISBN 9638625813